# Arenas Blancas
Arenas Blancas är en ort i Mexiko.   Den ligger i kommunen Aquila och delstaten Michoacán de Ocampo, i den södra delen av landet, 400 km väster om huvudstaden Mexico City. Arenas Blancas ligger 25 meter över havet och antalet invånare är 116.
Terrängen runt Arenas Blancas är kuperad. Havet är nära Arenas Blancas söderut.  Närmaste större samhälle är San Pedro Naranjestil, 14,2 km nordväst om Arenas Blancas.